# روح الحداثة (كتاب)
روح الحداثة: المدخل إلى تأسيس الحداثة الإسلامية هو كتاب للفيلسوف المغربي طه عبد الرحمان، يأتي الكتاب ليضع لبنات الحداثة الإسلامية بعد كتاب سؤال الأخلاق الذي بسط فيه نقده للحداثة الغربية، وسوف يلاحظ القارئ الكتابين يتكاملان مضموناً وسياقاً، فلم ينتقد المؤلف ما نقد في الأول إلا لكي يمهد الطريق لوضع ما وضع في الثاني، حتى إن وضعه هذا يبدو وكأنه الأصل في نقد ما نقد.
الكتاب يذكر أنه إذا كان التقليديون يقلدون المتقدمين، فإن الحداثيين يقلدون المتأخرين، بل إن تقليد الحداثيين يبدو أشنع من تقليد التراثيين، لأن الحداثة والتقليد، حسب تعريفهم، ضدان لا يجتمعان، في حين أن التراث والتقليد، بموجب تقريرهم، صنوان لا يفترقان.
هذا الكتاب يسعى إلى أن يبصر الحداثيين بما هم فيه من تقليد مطبق، لفتح فضاء الإبداع، وذلك عن طريق التفريق بين «روح الحداثة» التي ينبغي حفظها و«واقع الحداثة» الذي يمكن تركه إلى واقع غيره لا يقل عنه حداثة، كما يسعى هذا الكتاب إلى أن يخرج التراثيين بدورهم مما هم فيه من تقليد معيق، لفتح لهم فضاء الاجتهاد، وذلك عن طريق تطبيق روح الحداثة على مقتضى التداول الإسلامي، وقد اختار لهذا التطبيق نماذج متميزة، مبيناً كيف أن هذه الروح يمكن أن تنفذ إلى المجتمع الإسلامي كما نفذت من قبل في المجتمع الغربي، بل كيف أن هذا التطبيق الإسلامي يسمو بروح الحداثة بما لا يسمو بها تطبيقها الغربي، إذ يكون محفوظاً من الآفات الأخلاقية، ومتسعاً لتجليات إنسانية لهذه الروح.

## سؤال الأخلاقوروح الحداثة
الكتاب الجديد يأتي بعد كتاب «سؤال الأخلاق» للمؤلف طه عبد الرحمن، ويمكن أن يوصف أنه محاولة نقدية للحداثة، يريد من خلالها الكاتب أن يضع لبنات الحداثة الإسلامية وفق رؤيته الخاصة للحداثة، كتاب سؤال الأخلاق بسط فيه نقده للحداثة الغربية، فالكتابين يتكاملان مضموناً وسياقاً، أو ربما هو تمهيد للبنة الثانية في روح الحداثة، في إطاره النقدي للحداثة دون نفي أو إنكار لأهمية الحداثة وضرورة استيعابها في المجتمعات الإسلامية بما يتمشى وقيم المجتمع.
يُعدّ كتاب روح الحداثة: المدخل إلى تأسيس الحداثة الإسلامية للفيلسوف المغربي طه عبد الرحمان من المحطات الفارقة في مشروعه الفلسفي النقدي للحداثة الغربية وسعيه لتأسيس حداثة أخلاقية بديلة نابعة من الخصوصية الإسلامية. في هذا العمل، يُفرّق عبد الرحمان بين ما يسميه "روح الحداثة" التي ينبغي استبقاؤها لما فيها من قيم إنسانية وتحريرية، وبين "واقع الحداثة" كما تجسد في النموذج الغربي الذي تحوّل إلى منظومة مادية تفتقر إلى الأساس الأخلاقي والديني.
يرى طه عبد الرحمان أن الحداثيين في العالم الإسلامي لم يحرروا أنفسهم من التقليد، بل صاروا يقلدون النموذج الغربي دون وعي بنسبيته أو محدوديته، الأمر الذي يعتبره أشد من تقليد التراثيين للسلف. بهذا المعنى، يسعى الكتاب إلى أن يُبصّر الحداثيين بما هم فيه من "تقليد مُطبِق"، ويدعو إلى فتح أفق الإبداع من خلال التمييز بين الروح الحداثية القابلة للتكييف وبين صورتها الغربية التي ليست سوى أحد تمثلاتها الممكنة.
أما على صعيد التراثيين، فيسعى عبد الرحمان إلى تحريرهم من تقليدهم المعوّق، عبر دعوتهم إلى تطبيق "روح الحداثة" في سياق التداول الإسلامي. يرى المؤلف أن روح الحداثة، إذا ما أُعيد توجيهها أخلاقيًا ضمن هذا السياق، يمكن أن تؤدي إلى حداثة أصلية تفوق النموذج الغربي، لأنها تقوم على اجتهاد أخلاقي روحي لا على تقنيات مادية فارغة.
يرتكز المشروع الحداثي الإسلامي الذي يقترحه عبد الرحمان على ثلاثة مبادئ كبرى تشكّل لبّ "روح الحداثة":مبدأ الرشد: ويشمل الاستقلال والإبداع.ومبدأ النقد: ويشمل التعقيل والتفصيل.ومبدأ الشمول: ويشمل التوسيع والتعميم. كما ينتقد طه عبد الرحمان التصور السائد للحداثة باعتبارها قرينة العقلانية والعلمنة والتحرر من الدين، ويشير إلى أن مثل هذه المبادئ تُعدّ من "مسلّمات التطبيق الغربي"، وليست من جوهر الحداثة نفسها. فمثلاً، مبدأ العقلانية ليس حكرًا على الحداثة الغربية، بل هو جزء من كل يقظة حضارية في التاريخ، وكان حاضرًا في الفكر الإسلامي بصيغ مختلفة.ويرى عبد الرحمان أن العقل ينبغي أن يكون تابعًا للأخلاق لا متسيدًا عليها، وأن الأخلاق هي التي تُحدد ماهية الإنسان، لا قدراته العقلية فقط. من هنا، ينتقد بشدة ما يسمى بـ"الأخلاق العلمانية"، معتبرًا أن الأخلاق لا تستمد معناها الحقيقي إلا من الدين، وأن الإنسان لا يمكن أن يتجرد كليًا من التدين، حتى وإن زعم ذلك.
يتضمن الكتاب تطبيقات عملية لمبادئ روح الحداثة في الواقع الإسلامي، حيث خُصص لكل مبدأ باب من أبواب الكتاب الثلاثة. وفي كل باب يتم تطبيق مبدأ الحداثة المختار على حالتين نموذجيتين، ما يجعل بنية الكتاب متماثلة بين النظرية والتطبيق:الباب الأول يعالج مبدأ النقد، ويطبّقه على نموذجين: نظام العولمة ونظام الأسرة الغربية.والباب الثاني يعالج مبدأ الرشد، ويطبّقه على الترجمة الحداثية والقراءات الحداثية للقرآن. وهنا يقدم تصنيفًا جديدًا للترجمات: ترجمة منطقية، ترجمة دلالية، ترجمة تركيبية.والباب الثالث يعالج مبدأ الشمول، ويطبّقه على مفهوم المواطنة وواجب التضامن.
في ختام الكتاب، يجيب طه عبد الرحمان عن إشكال جوهري مفاده: لماذا الاشتغال على حداثة إسلامية بينما تعيش الإنسانية مرحلة ما بعد الحداثة؟ ويقدّم في هذا الإطار أربع إجابات متكاملة: 1. ضرورة تعامل الأمة الإسلامية مع المفاهيم الوافدة وتأصيلها داخل مجالها التداولي، بما فيها مفاهيم الحداثة وما بعدها. 2. عدم وحدة معنى "ما بعد الحداثة"، ما يجعل الحديث عنها مفتوحًا على تعدد في الدلالات. 3. وجود أصل مشترك بين الحداثة وما بعدها، يتمثل في "روح الحداثة". 4. إن المشروع الإسلامي لا يكتفي بتكرار التطبيقات الغربية، بل يهدف إلى الارتقاء بها.
من النتائج الكبرى التي يصل إليها المؤلف:
أن روح الحداثة تختلف عن واقعها الغربي.و أن واقع الحداثة الغربية ليس قدرًا محتوما.و أن روح الحداثة متأصلة في الإنسان ككائن حضاري وأخلاقي.و أن كل أمة لها الحق في إنتاج تطبيقها الخاص للحداثة. وأن الحداثة لا تُنقل بل تُبتَكر من الداخل.ويختتم عبد الرحمان بالإشارة إلى ضرورة "إبطال" مسلمات التطبيق الغربي لروح الحداثة، إذ يرى أن هذه المسلمات أدت إلى تشوه الحداثة وفقدانها بعدها الإنساني، ويقترح مقابلها إعادة تأصيل المبادئ على ضوء الخصوصية الإسلامية، ومن بينها:إبطال مسلمة الاستقلال الغربي: الوصاية ليست دليلاً على الرشد. و إبطال مسلمة الإبداع الغربي: لا إبداع من دون امتداد تاريخي.و إبطال مسلمة التعقيل الغربي: العقل محدود وغير كليّ.و إبطال مسلمة التفصيل: لا فصل مطلق بين الدين والعقل.و إبطال مسلمة التوسع والتعميم: قيم الحداثة الغربية ليست كونية مطلقة.
بهذا المعنى، يقدم طه عبد الرحمان مشروعًا فلسفيًا متكاملًا للحداثة الإسلامية، يجمع بين الروح الاجتهادية والأخلاقية، ويعيد الاعتبار للبعد الروحي في مشروع التحرر الإنساني. وهو بذلك لا يرفض الحداثة كمفهوم، بل يسعى إلى إعادة بنائها على أسس تُراعي الخصوصية الحضارية الإسلامية، وتستهدف تجديدًا قيميا يحرر الإنسان من الهيمنة المادية والمعنوية في آن.

## النقد والجدل
رغم الأثر الفلسفي البارز الذي تركه كتاب روح الحداثة، فقد وُوجه بعدد من الانتقادات الفكرية والأكاديمية، من قبل باحثين اعتبروا أطروحته مثالية أو مؤدلجة. من أبرز هذه الانتقادات ما أورده الباحث أحمد بوعود الذي رأى أن طه عبد الرحمان يجنح في مشروعه إلى تأسيس "حداثة دينية مغلقة"، تنزع إلى إقصاء المفاهيم الحديثة بدعوى "الروح الأخلاقية الإسلامية"، مما قد يقود إلى تكرار أشكال من المركزية الدينية لا تختلف جوهريًا عن المركزية الغربية التي ينتقدها المؤلف.
كما اعتبر الباحث محمد المصباحي أن تصوّر عبد الرحمان لمفهوم "التداول" يبقى ملتبسًا وغير دقيق حين يُنزَّل على نظم الحداثة المؤسسية، مشيرًا إلى أن الحداثة في صورتها الغربية لا تختزل في بعدها المادي أو اللاديني، بل تضم تراثًا نقديًا وحقوقيًا لا يمكن تجاهله.
وناقش المفكر أبو يعرب المرزوقي فكرة "الحداثة الإسلامية"، معتبرًا أن طه عبد الرحمان، رغم عمق أطروحته، لم يوفّق في تبيئة مفاهيم الحداثة داخل السياق الإسلامي بطريقة تتجاوز الطابع الوعظي أو الأخلاقي إلى بناء مؤسسي فعلي.
وأشارت الباحثة نجاة المريني في دراسة نقدية إلى أن مشروع طه يتسم بنزعة فلسفية صوفية تؤثر أحيانًا على الطابع البرهاني للخطاب، خصوصًا في تعامله مع مفاهيم كالعقلانية والحرية والكونية.
ورغم هذا النقد، يظلّ الكتاب علامة فارقة في مسار التفكير العربي المعاصر في الحداثة، لما أثاره من جدل خصب حول العلاقة بين الدين والعقل، والفلسفة والأخلاق.